# Пляц Конституції (станція метро)
52°13′31″ пн. ш. 21°00′51″ сх. д. / 52.22528° пн. ш. 21.01417° сх. д.
Пляц Конституції (пол. A-12 Plac Konstytucji) — перспективна станція лінії M1 Варшавського метрополітену між станціями «Політехника» (перегін 592 м) та «Центрум» (перегін 858 м), яка повинна пролягти під вулицею Маршалковською вздовж площі Конституції до перехрестя з вулицею Гожа.

## Історія

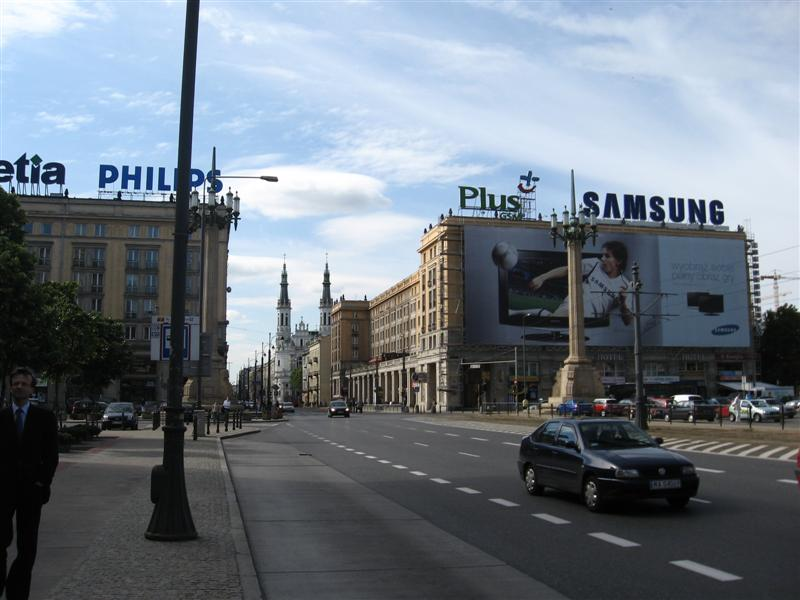
Краєвид на вулицю Маршалковська біля площі Констиції

16 грудня 1983 року станція отримала назву, відповідно з постановою Національної ради міста Варшави. Станція «Пляц Конституції» разом зі станцією «Муранув» була виключена з будівництва ще 1989 року через економію коштів.
24 січня 2006 року влада Варшави знову порушила питання про будівництво перспективних станцій «Пляц Конституції» та «Муранув», яке зазначено в чинному Дослідженні умов і напрямів просторового розвитку Варшави (СУіКЗП). У 2019 році було оголошено та проведено тендер на виготовлення передпроєктної документації та будівельних проєктів для обох станцій. Передбачалося, що роботи з будівництва станції мали розпочатися у І кварталі 2022 року, а відкриття — приблизно у 2026 році. Станція має бути коротшою, ніж проєктувалася у 1980-х роках, тобто виходів зі станції не буде одразу на площу Конституції, а місцезнаходження станції буде дещо зсунуто у бік вулиці Вільчої.
У перспективі станція «Пляц Конституції» має стати пересадковою на  лінію М3.

## Цікавий факт
Станція «Пляц Конституції» згадується у постапокаліптичному романі «Комплекс 7215» (2014) польського письменника Бартека Бєджіцького.